# 18. etape af Giro d'Italia 2018
18. etape af Giro d'Italia 2018 gik fra Abbiategrasso til Prato Nevoso 24. maj 2018. 
Maximilian Schachmann vandt etapen.

## Etaperesultater
| \| Etaperesultat \| Etaperesultat \| Etaperesultat \| Etaperesultat \| Etaperesultat \| \| Rytter \| Rytter \| Hold \| Tid \| \| \| ------------- \| --------------------- \| ----------------------------- \| ------------- \| ------------- \| \| 1. \| Maximilian Schachmann \| Quick-Step Floors \| 4t 55' 42" \| \| \| 2. \| Rubén Plaza \| Israel Cycling Academy \| + 10" \| \| \| 3. \| Mattia Cattaneo \| Androni Giocattoli-Sidermec \| + 16" \| \| \| 4. \| Christoph Pfingsten \| Bora-Hansgrohe \| + 1' 10" \| \| \| 5. \| Marco Marcato \| UAE Team Emirates \| + 1' 26" \| \| \| 6. \| Michael Mørkøv \| Quick-Step Floors \| + 1' 36" \| \| \| 7. \| Vjatjeslav Kuznetsov \| Katusha-Alpecin \| + 1' 52" \| \| \| 8. \| Jos van Emden \| LottoNL-Jumbo \| + 3' 22" \| \| \| 9. \| Alex Turrin \| Wilier Triestina-Selle Italia \| + 3' 29" \| \| \| 10. \| Davide Ballerini \| Androni Giocattoli-Sidermec \| + 5' 09" \| \| |                       |                               |            |
| |                       |                               |            |
| Kilde: ProCyclingStats |                       |                               |            |
| Etaperesultat |                       |                               |            |
| Rytter | Rytter                | Hold                          | Tid        |
| 1. | Maximilian Schachmann | Quick-Step Floors             | 4t 55' 42" |
| 2. | Rubén Plaza           | Israel Cycling Academy        | + 10"      |
| 3. | Mattia Cattaneo       | Androni Giocattoli-Sidermec   | + 16"      |
| 4. | Christoph Pfingsten   | Bora-Hansgrohe                | + 1' 10"   |
| 5. | Marco Marcato         | UAE Team Emirates             | + 1' 26"   |
| 6. | Michael Mørkøv        | Quick-Step Floors             | + 1' 36"   |
| 7. | Vjatjeslav Kuznetsov  | Katusha-Alpecin               | + 1' 52"   |
| 8. | Jos van Emden         | LottoNL-Jumbo                 | + 3' 22"   |
| 9. | Alex Turrin           | Wilier Triestina-Selle Italia | + 3' 29"   |
| 10. | Davide Ballerini      | Androni Giocattoli-Sidermec   | + 5' 09"   |

## Samlet
| \| Samlede stilling \| Samlede stilling \| Samlede stilling \| Samlede stilling \| Samlede stilling \| \| Rytter \| Rytter \| Hold \| Tid \| \| \| ---------------- \| ------------------ \| ---------------- \| ---------------- \| ---------------- \| \| 1. \| Simon Yates \| Mitchelton-Scott \| 75t 06' 24" \| \| \| 2. \| Tom Dumoulin \| Team Sunweb \| + 28" \| \| \| 3. \| Domenico Pozzovivo \| Bahrain-Merida \| + 2' 43" \| \| \| 4. \| Chris Froome \| Team Sky \| + 3' 22" \| \| \| 5. \| Thibaut Pinot \| Groupama-FDJ \| + 4' 24" \| \| \| 6. \| Miguel Ángel López \| Astana \| + 4' 54" \| \| \| 7. \| Rohan Dennis \| BMC Racing Team \| + 5' 09" \| \| \| 8. \| Pello Bilbao \| Astana \| + 5' 54" \| \| \| 9. \| Richard Carapaz \| Movistar Team \| + 5' 59" \| \| \| 10. \| Patrick Konrad \| Bora-Hansgrohe \| + 7' 05" \| \| |                    |                  |             |
| |                    |                  |             |
| Kilde: ProCyclingStats |                    |                  |             |
| Samlede stilling |                    |                  |             |
| Rytter | Rytter             | Hold             | Tid         |
| 1. | Simon Yates        | Mitchelton-Scott | 75t 06' 24" |
| 2. | Tom Dumoulin       | Team Sunweb      | + 28"       |
| 3. | Domenico Pozzovivo | Bahrain-Merida   | + 2' 43"    |
| 4. | Chris Froome       | Team Sky         | + 3' 22"    |
| 5. | Thibaut Pinot      | Groupama-FDJ     | + 4' 24"    |
| 6. | Miguel Ángel López | Astana           | + 4' 54"    |
| 7. | Rohan Dennis       | BMC Racing Team  | + 5' 09"    |
| 8. | Pello Bilbao       | Astana           | + 5' 54"    |
| 9. | Richard Carapaz    | Movistar Team    | + 5' 59"    |
| 10. | Patrick Konrad     | Bora-Hansgrohe   | + 7' 05"    |

| Pointkonkurrence | Pointkonkurrence  | Pointkonkurrence              | Pointkonkurrence | Pointkonkurrence |
| Rytter           | Rytter            | Hold                          | Point            |                  |
| ---------------- | ----------------- | ----------------------------- | ---------------- | ---------------- |
| 1.               | Elia Viviani      | Quick-Step Floors             | 290 point        |                  |
| 2.               | Sam Bennett       | Bora-Hansgrohe                | 232 point        |                  |
| 3.               | Davide Ballerini  | Androni Giocattoli-Sidermec   | 119 point        |                  |
| 4.               | Simon Yates       | Mitchelton-Scott              | 113 point        |                  |
| 5.               | Sacha Modolo      | EF Education First-Drapac     | 110 point        |                  |
| 6.               | Marco Frapporti   | Androni Giocattoli-Sidermec   | 109 point        |                  |
| 7.               | Danny van Poppel  | LottoNL-Jumbo                 | 107 point        |                  |
| 8.               | Niccolò Bonifazio | Bahrain-Merida                | 93 point         |                  |
| 9.               | Eugert Zhupa      | Wilier Triestina-Selle Italia | 64 point         |                  |
| 10.              | Tom Dumoulin      | Team Sunweb                   | 63 point         |                  |

| Ungdomskonkurrence | Ungdomskonkurrence    | Ungdomskonkurrence          | Ungdomskonkurrence | Ungdomskonkurrence |
| Rytter             | Rytter                | Hold                        | Tid                |                    |
| ------------------ | --------------------- | --------------------------- | ------------------ | ------------------ |
| 1.                 | Miguel Ángel López    | Astana                      | 75t 11' 18"        |                    |
| 2.                 | Richard Carapaz       | Movistar Team               | + 1' 05"           |                    |
| 3.                 | Ben O'Connor          | Dimension Data              | + 2' 51"           |                    |
| 4.                 | Sam Oomen             | Team Sunweb                 | + 4' 10"           |                    |
| 5.                 | Maximilian Schachmann | Quick-Step Floors           | + 21' 31"          |                    |
| 6.                 | Fausto Masnada        | Androni Giocattoli-Sidermec | + 43' 17"          |                    |
| 7.                 | Valerio Conti         | UAE Team Emirates           | + 47' 30"          |                    |
| 8.                 | Jack Haig             | Mitchelton-Scott            | + 53' 34"          |                    |
| 9.                 | Matej Mohorič         | Bahrain-Merida              | + 54' 06"          |                    |
| 10.                | Felix Großschartner   | Bora-Hansgrohe              | + 55' 22"          |                    |

| Bjergkonkurrence | Bjergkonkurrence      | Bjergkonkurrence            | Bjergkonkurrence | Bjergkonkurrence |
| Rytter           | Rytter                | Hold                        | Point            |                  |
| ---------------- | --------------------- | --------------------------- | ---------------- | ---------------- |
| 1.               | Simon Yates           | Mitchelton-Scott            | 91 point         |                  |
| 2.               | Giulio Ciccone        | Bardiani CSF                | 52 point         |                  |
| 3.               | Esteban Chaves        | Mitchelton-Scott            | 47 point         |                  |
| 4.               | Thibaut Pinot         | Groupama-FDJ                | 46 point         |                  |
| 5.               | Chris Froome          | Team Sky                    | 36 point         |                  |
| 6.               | Domenico Pozzovivo    | Bahrain-Merida              | 36 point         |                  |
| 7.               | Maximilian Schachmann | Quick-Step Floors           | 35 point         |                  |
| 8.               | Fausto Masnada        | Androni Giocattoli-Sidermec | 35 point         |                  |
| 9.               | Valerio Conti         | UAE Team Emirates           | 33 point         |                  |
| 10.              | Matteo Montaguti      | AG2R La Mondiale            | 29 point         |                  |

| Holdkonkurrence | Holdkonkurrence   | Holdkonkurrence | Holdkonkurrence |
| Hold            | Hold              | Tid             |                 |
| --------------- | ----------------- | --------------- | --------------- |
| 1.              | Sky               | 225t 43' 32"    |                 |
| 2.              | Astana            | + 8' 17"        |                 |
| 3.              | Mitchelton-Scott  | + 19' 15"       |                 |
| 4.              | Bora-Hansgrohe    | + 20' 18"       |                 |
| 5.              | Groupama-FDJ      | + 32' 42"       |                 |
| 6.              | AG2R La Mondiale  | + 42' 25"       |                 |
| 7.              | Movistar Team     | + 43' 52"       |                 |
| 8.              | Team Sunweb       | + 50' 04"       |                 |
| 9.              | Dimension Data    | + 1t 12' 17"    |                 |
| 10.             | UAE Team Emirates | + 1t 12' 49"    |                 |